# Vertugall

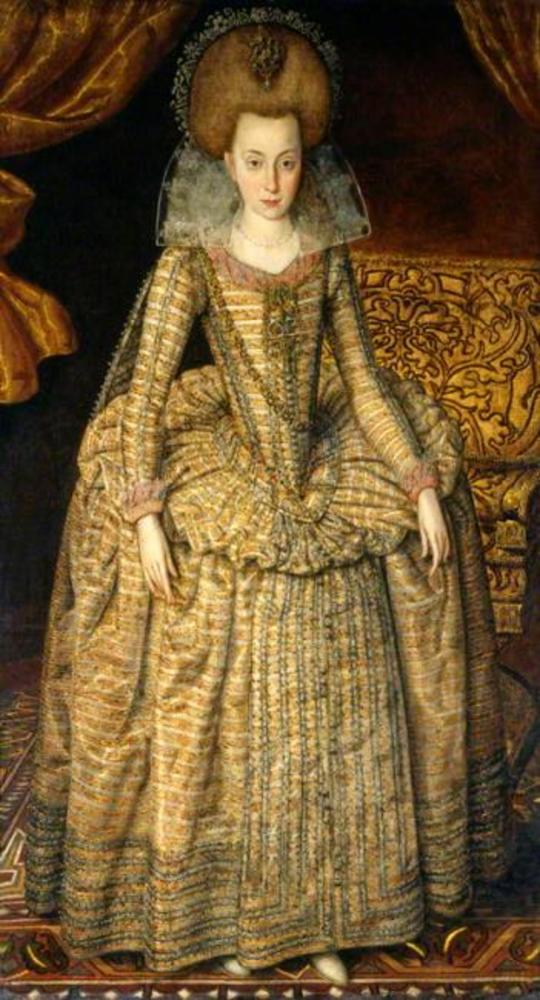
Robert Peake (I) - Portret van Elizabeth Stuart, de "Winterkoningin" (1596-1662) - NPG 6113 - National Portrait Gallery

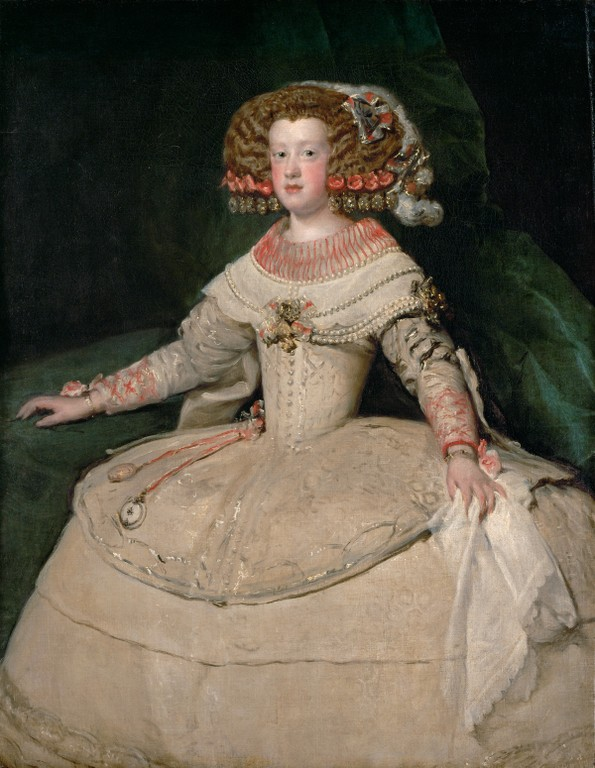
Diego Velázquez 030b

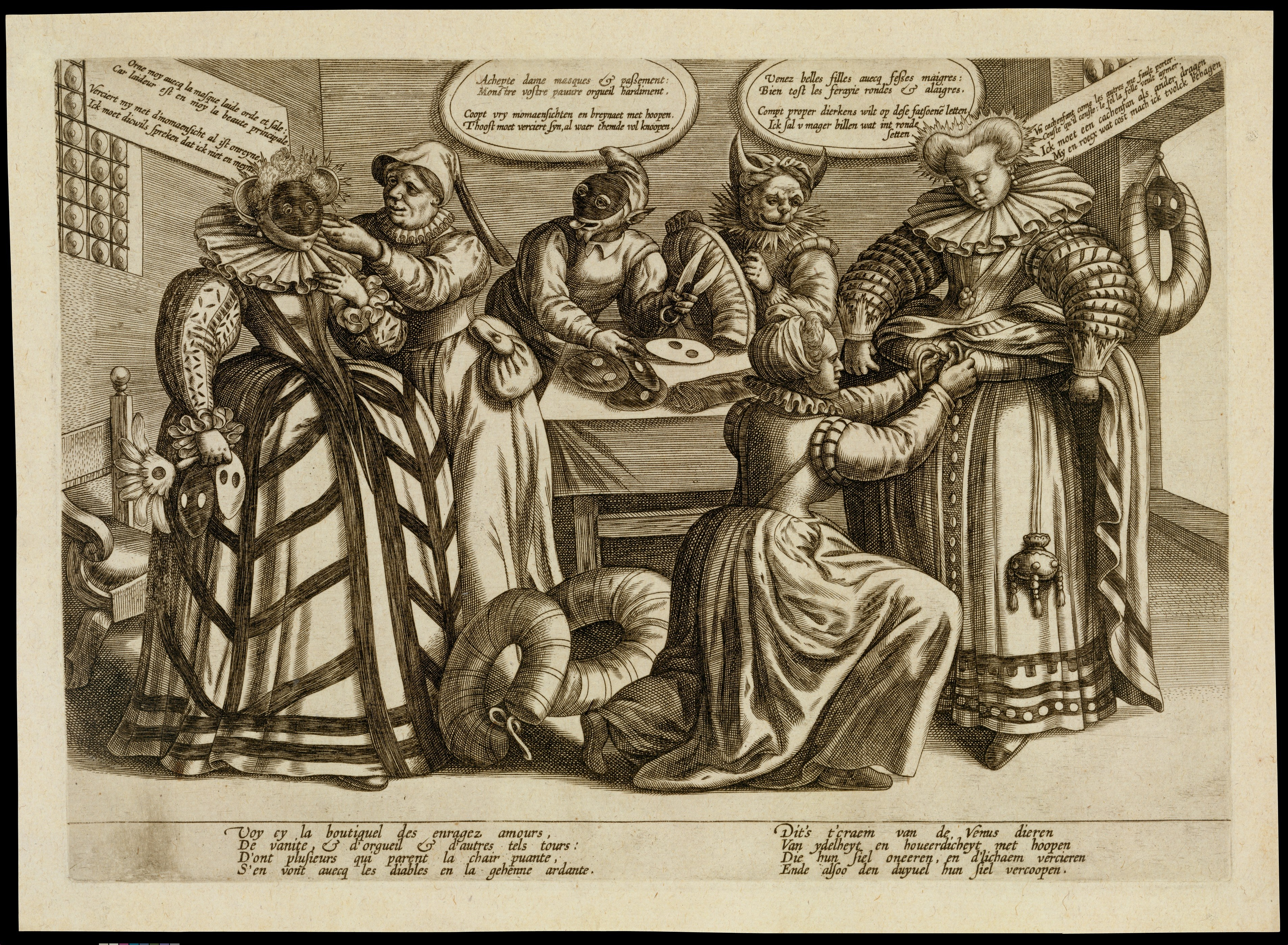
The Vanity of Women Masks and Bustles MET DT4982

Vertugall[uttal saknas], i Skandinavien även kallad "klocka", är ett historiskt underplagg med uppgift att hålla ut kjolen, använd under renässansen.

## Historik
Vertugallen uppstod i Spanien, där den användes redan i slutet av 1400-talet, och spred sig därefter till resten av Europa, där den var modern från 1540-talet till 1620-talet. 
Vertugallen blev omodern 1620 i hela Europa utom i Spanien, där den fortsatte att användas seklet ut, medan resten av Europa istället följde franskt mode. I Spanien kallades den för Guardainfante ("Vakta barnet"), då dess kritiker anklagade den för att dölja hemliga graviditeter, och är välkänd från Velascuez målningar. Det spanska modet anpassade sig efter det franska modet som rådde i resten av Europa när en fransk prins (Filip V) ärvde den spanska tronen i början av 1700-talet. Vertugallen blev då modern i Frankrike och inkorporerades i franskt mode 1715 och blev sedan modern i resten av Europa. Den ändrade form och omvandlades då till en panier. 

### Konstruktion och form
Vertugallen var en styvkjol, en underkjol av lärft eller kanvas med insydda horisontella ringar som från början var av styva rep men sedan ersattes av stålband, vidjor, vengräs eller valben, vars funktion var att hålla ut kjolen i en cirkel runt kroppen. 
Samma princip återfinnes i 1700-talets panier, som höll ut kjolen åt sidorna, samt 1800-talets krinolin, med skillnaden att denna var en öppnare konstruktion där ringarna hölls på plats av vertikala band.
Tidiga vertugaller var koniska efter spansk förebild, men på 1580-talet blev en trumformad silhuett populär i modedräkten, en effekt som understöddes av antingen en rakt utstående vertugall eller en hårt stoppad höftrulle som bands fast runt höfterna ovanpå vertugallen, samt en överkjol med ett brett, horisontellt lagt veck eller skört upptill. Den koniska vertugallen kallades "spansk vertugall", och den trumformade vertugallen "fransk vertugall".

## Bildgalleri

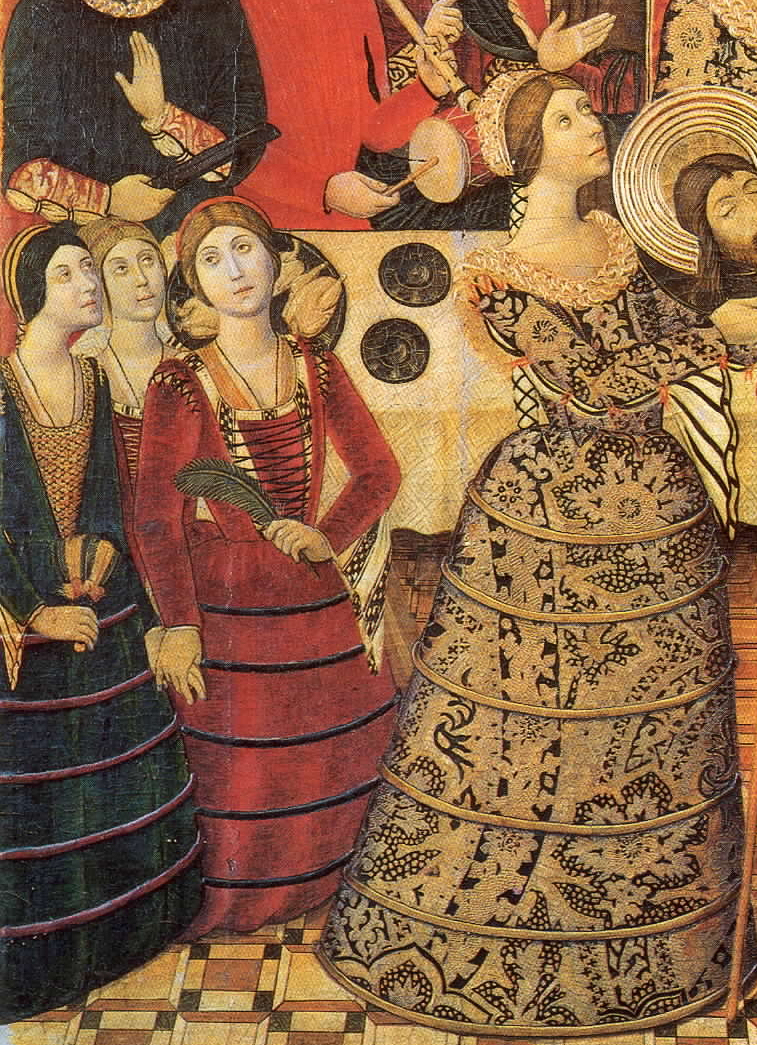
Pedro García de Benabarre St John Retable Detail
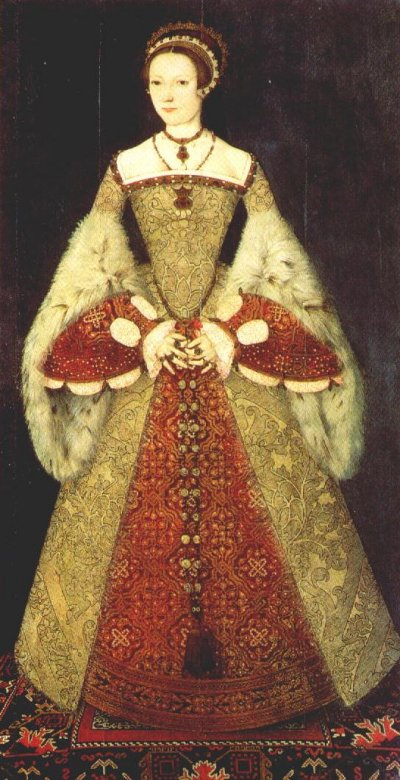
Katarina Parr i konisk vertugall
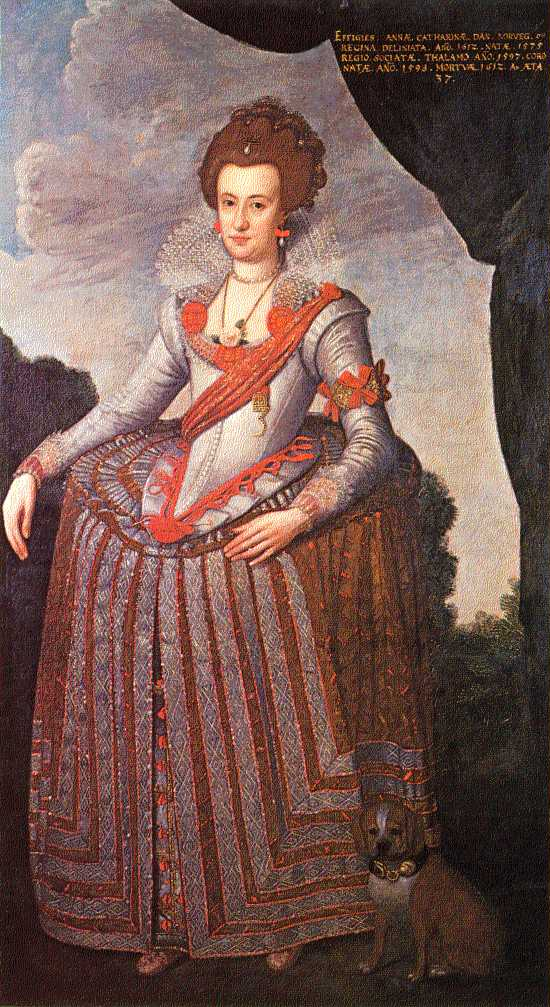
Anna Katarina av Brandenburg i trumformad vertugall
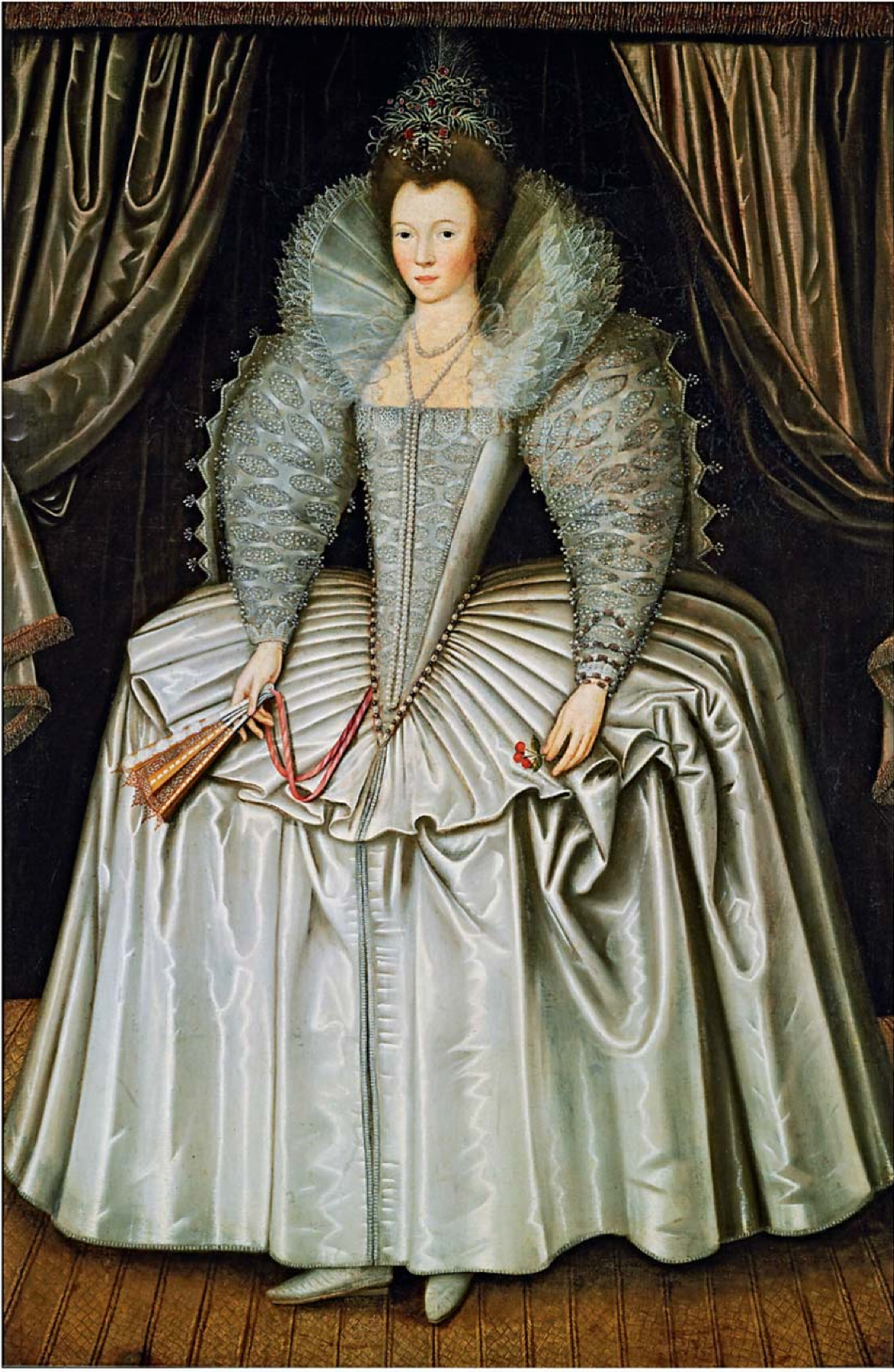
English School Portrait of a Lady 1595-1605 in white
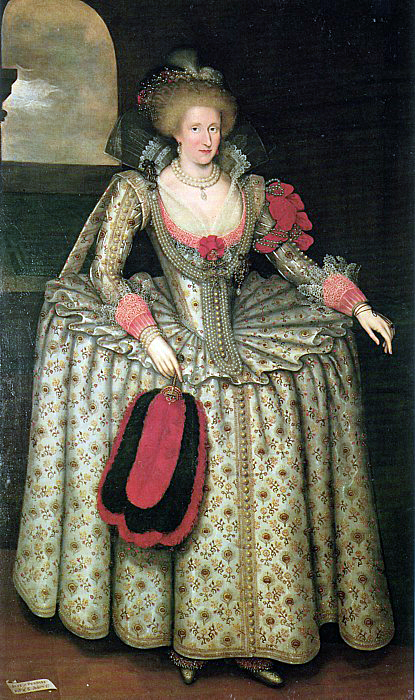
Anna av Danmark
Margareta Grip.
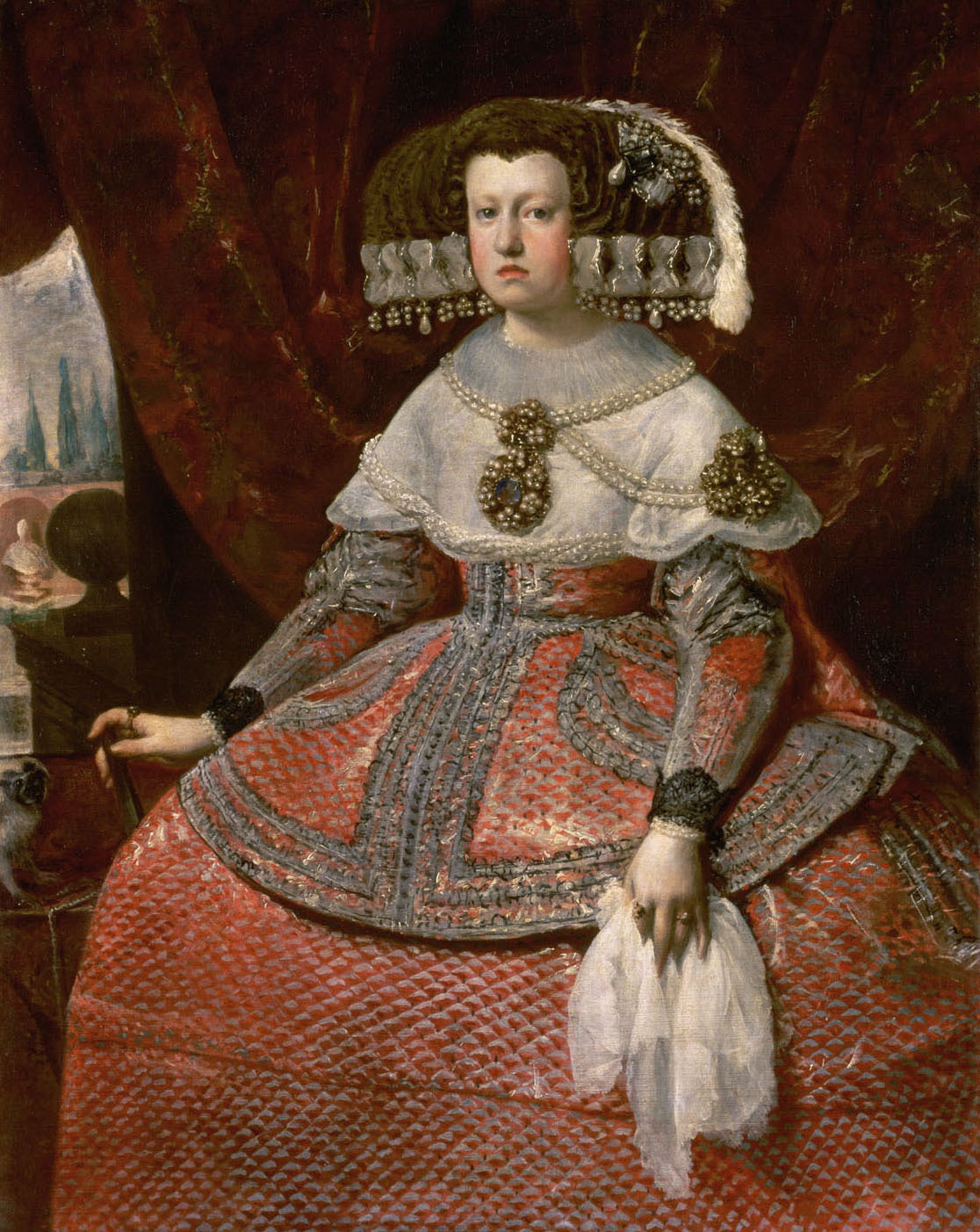
Diego Velázquez 067
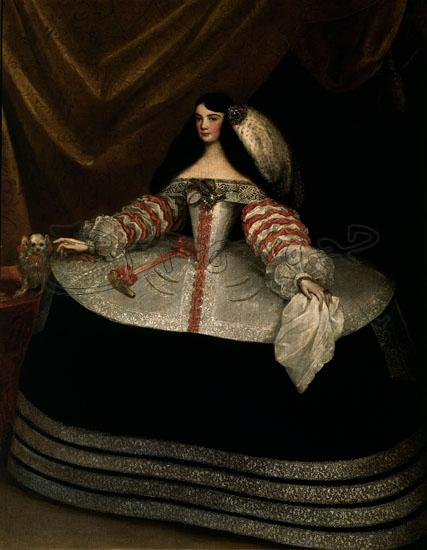
Inés de Zúñiga y Velasco, 1660.